# Exechopalpus fulvipes
Exechopalpus fulvipes är en tvåvingeart som beskrevs av Malloch 1930. Exechopalpus fulvipes ingår i släktet Exechopalpus och familjen parasitflugor. Inga underarter finns listade i Catalogue of Life.